# Glarus överskjutning
Glarus överskjutning (tyska: Glarner Überschiebung) är en större förkastning i Alperna i östra Schweiz. Förkastningen går genom kantonerna Glarus, Sankt Gallen och Graubünden. 
Längs med förkastningen kom de helvetiska skollorna att förkasts mer än 100 km norrut över Aarmassivet och Infrahelvetiska komplexet. Förkastningen utgör kontakten mellan det äldre bergslagret Verrucanogruppen från perm-trias och den yngre (externa) sandstenen från jura och krita samt paleogenisk flysch och molass.
Glarusförkastningen ligger över ett relativt stort område  Berömda överskjutningar inkluderar de i Lochsite nära staden Glarus och en bergsklippa kallad Tschingelhörner mellan Elm och Flims (i samma klippa finns ett naturligt hål kallat Martinsloch).

## Ett unikt världsarv
Överskjutningsförkastningar av denna typ är inte ovanliga och finns i många bergskedjor i världen, men Glarusförkastningen är ett exempel som är lätt att studera och har spelat en betydelsefull roll i utvecklingen av geologisk kunskap vad gäller bergs tillkomst. Området i vilket överskjutningen hittades har blivit kallat en geotop, ett geologiskt världsarv, under namnet Schweiziska tektoniska området Sardona. Det "tektoniska området" omfattar 32 850 hektar av i huvudsak ett bergslandskap i 19 kommuner mellan Surselva, Linth och Walensee. Inom detta finns ett antal bergstoppar högre än 3 000 meter, såsom Surenstock (dess rätoromanska namn är Piz Sardona, från vilket världsarvets namn kommer), Ringelspitz och Pizol.
2006 gjorde Schweiz regering ett första förslag till IUCN att få regionen att bli ett världsarv. IUCN tyckte dock inte att området var av extraordinärt eller universellt värde. Schweiz gjorde därefter ett nytt, denna gång framgångsrikt förslag i mars 2008. Regionen blev ett världsarv i juli 2008, för "området uppvisar ett enastående exempel på bergsbildande genom kontinental kollision och har utmärkta geologiska sektioner av tektonisk överskjutning".
American Museum of Natural History i New York ställer ut en fullskalig rekonstruktion av Glarusförkastningen.

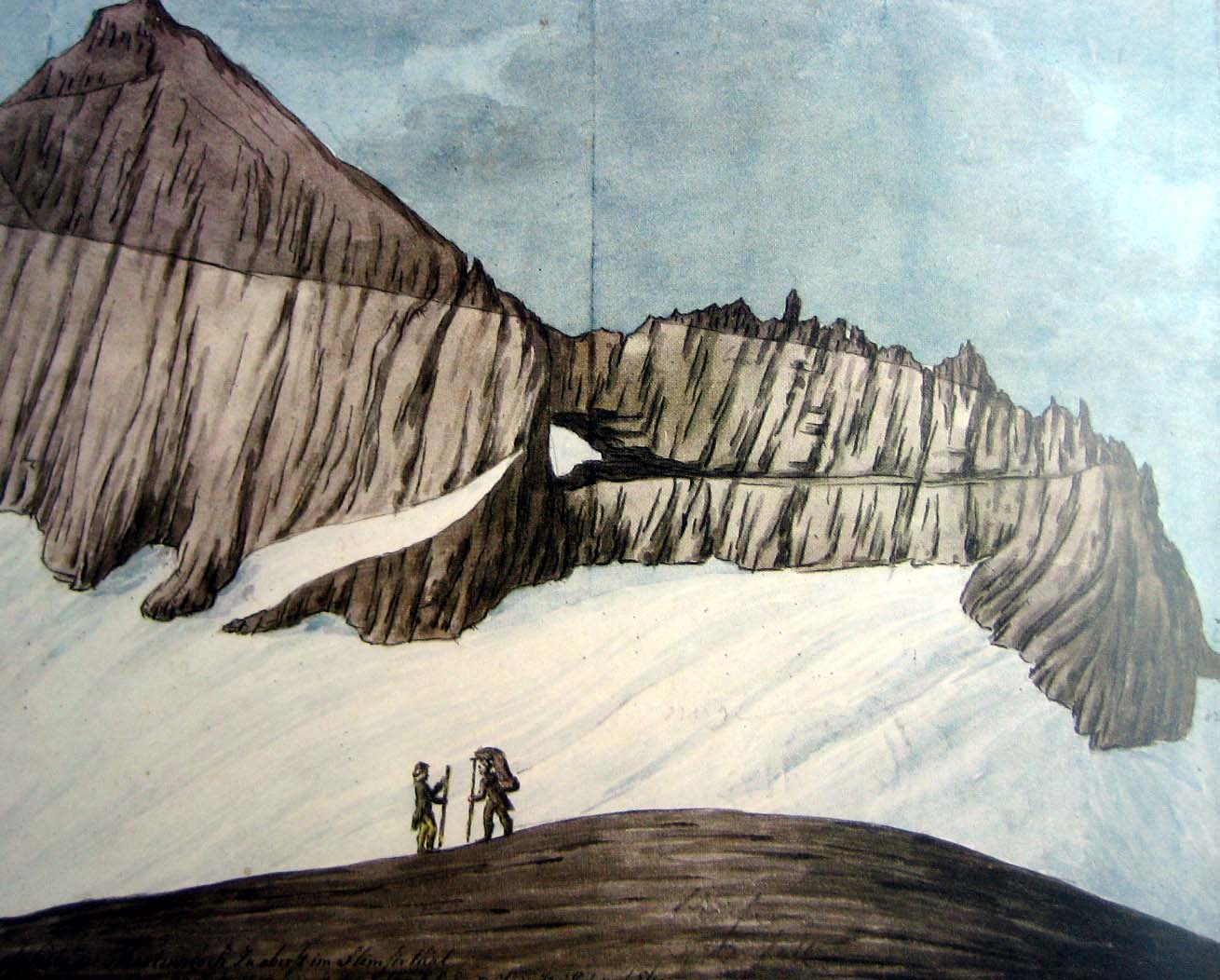
Teckning över Glarusförkastningen i Tschingelhörner av Hans Conrad Escher von der Linth, 1812.

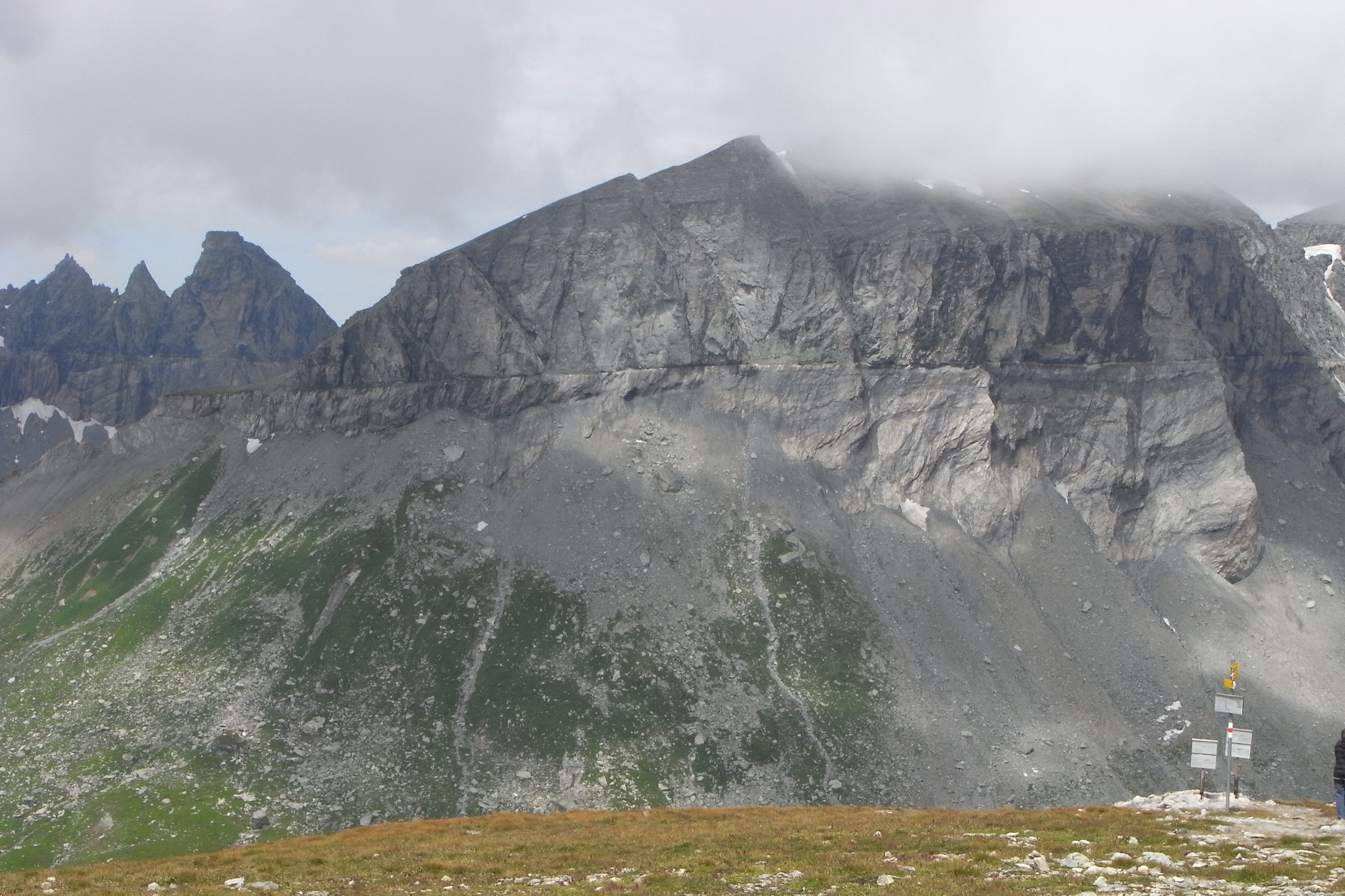
Glarus överskjutningsförkastning vid Piz Segnes.

## Glarus historia
Den första naturhistorikern som undersökte Glarus överskjutning var Hans Conrad Escher von der Linth (1767-1823). Escher von der Linth upptäckte att, i motsats till Nicholas Stenos superpositionslag, äldre bergarter låg över yngre i vissa utlöpare i Glarus. Hans son Arnold Escher von der Linth (1807-1872), professor i geologi vid ETH Zürich, kartlade strukturen mer i detalj och kom fram till att det kunde vara en stor överskjutning. Vid den tiden trodde de flesta geologer på geosynklinalteorin, som säger att berg formas genom vertikala rörelser i jordskorpan. Escher von der Linth hade därför svårigheter att förklara storleken på överskjutningsförkastningen. 1848 bjöd han in den brittiske geologen Roderick Murchison, en internationell auktoritet, att komma för att se strukturen. Murchison var bekant med större överskjutningsförkastningar i Skottland och instämde med Eschers förklaring. Dock kände Escher sig själv osäker på sin idé och när han publicerade sina observationer 1866 gav han förklaringen att Glarus överskjutning var två stora välta smala antikliner. Denna hypotes var ganska absurd, lär han sagt till sig själv.
Eschers efterföljare som professor i Zürich, Albert Heim (1849-1937), utgick i början från sin företrädares förklaring av två antikliner, dock framförde några geologer idén om en överskjutning. En av dem var Marcel Bertrand, som 1884 ansåg att strukturen var en överskjutning, efter att läst Heims observationer. Bertrand var bekant med Faille du Midi, en stor överskjutningsförkastning i belgiska Ardennerna. Under tiden började brittiska geologer undersöka överskjutningsförkastningarnas natur i de Skotska högländerna. 1883 anslöt sig Archibald Geikie till idén att högländerna var ett överskjutningssystem. De schweiziska geologerna Hans Schardt och Maurice Lugeon upptäckte 1893 att även i västra Schweiz låg lager av berg från Jura ovanpå yngre molasse, och hävdade att Alpernas struktur är en stor hög med nappor, stora lager av berg som har pressats ovanpå varandra. I slutet av århundradet hade även Heim övertygats om den nya teorin. Han och andra schweiziska geologer började kartlägga napporna i Schweiz mer i detalj. Från denna stund och framöver började geologer hitta stora överskjutningar i många bergskedjor världen runt.
Dock förstod man ännu inte varifrån de enorma krafter som flyttat lagren kommit ifrån. Det var först med teorin om plattektonik på 1950-talet som en förklaring hittades. I plattektoniken orsakades de tektoniska plattornas horisontella rörelser över jordens mjuka astenosfär horisontella krafter i jordskorpan. Idag tror geologer att de flesta bergskedjorna har formats av konvergenta rörelser mellan tektoniska plattor.

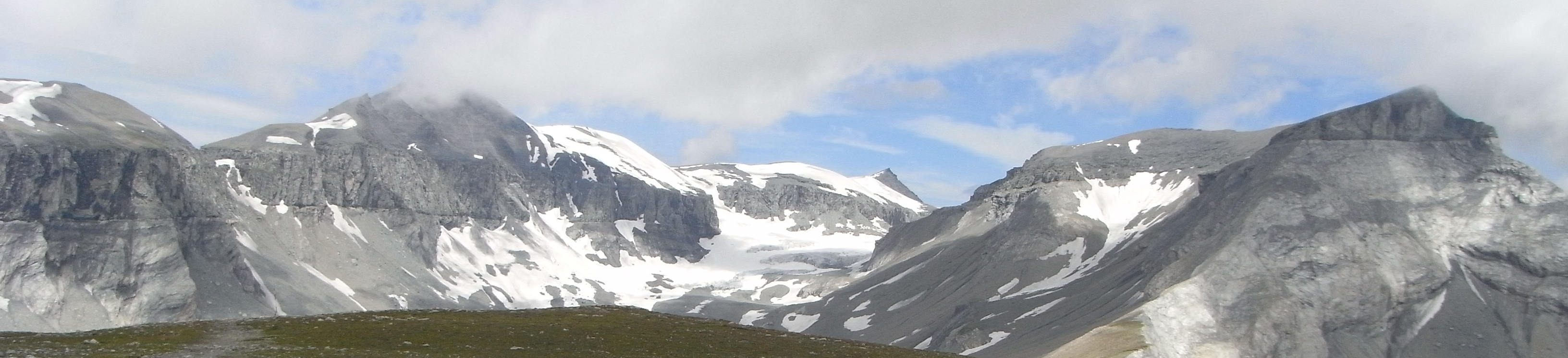
Glarus överskjutning vid Piz Segnes